# Capetown Castle
Die Capetown Castle war ein 1938 in Dienst gestelltes Passagierschiff, das für die britische Reederei Union-Castle Line im Passagier- und Postverkehr zwischen Großbritannien und Südafrika eingesetzt wurde. Sie war das größte vor dem Zweiten Weltkrieg gebaute Schiff der Union-Castle Line und blieb bis 1967 im Dienst.

## Geschichte
Das Motorschiff Capetown Castle wurde bei Harland & Wolff im nordirischen Belfast gebaut und lief am 23. September 1937 vom Stapel. Das 214,24 Meter lange und 25,15 Meter breite Schiff hatte einen Schornstein, zwei Masten und zwei Propeller. Mit 27.002 Bruttoregistertonnen (BRT) war sie das bis dahin größte Schiff der Union-Castle Line. Erst nach dem Zweiten Weltkrieg stellte die Reederei noch größere Schiffe in Dienst.
Vom äußeren Design her ähnelte die Capetown Castle ihren beiden Vorgängerschiffen, der Athlone Castle und der Stirling Castle (beide 1936). Neu war allerdings, dass ihr unteres Promenadendeck verglast war, um die Passagiere vor schlechtem Wetter zu schützen. Die Capetown Castle wurde von zwei Dieselmotoren des dänischen Maschinenherstellers Burmeister & Wain angetrieben, die 4650 PS leisteten und das Schiff auf bis zu 19,5 Knoten beschleunigen konnten. Die Passagierunterkünfte waren für 292 Reisende der Ersten Klasse und 499 der Kabinenklasse ausgelegt.
Am 31. März 1938 wurde die Capetown Castle fertiggestellt, und am 13. Mai 1938 lief sie am Ende ihrer Jungfernfahrt erstmals in Kapstadt ein. Nach nur zweieinhalb Jahren im Südafrika-Passagierdienst wurde sie am 26. November 1940 für den Kriegsdienst eingezogen. Sie diente als Truppentransporter und fuhr unter anderen in WS-Geleitzügen. Am 29. Juli 1946 wurde sie nach sechs Jahren wieder der Union-Castle Line übergeben. In dieser Zeit hatte das Schiff 164.000 Soldaten befördert. Nachdem sie in Belfast wieder flott gemacht worden war, nahm die Capetown Castle im Januar 1947 ihren Passagierdienst auf der Südafrikaroute wieder auf. Nach dem Neuarrangement der Kabinen war auf dem Schiff Platz für 244 Passagiere der Ersten Klasse und 553 der Kabinenklasse. 1957 wurde die Kabinenklasse in Touristenklasse umbenannt.
Als die Capetown Castle am 17. Oktober 1960 um ca. 05.30 Uhr morgens in Las Palmas de Gran Canaria einlief und Kapitän William S. Byles den Befehl „Maschinen zurück“ gab, klemmte im Maschinenraum das Steuerventil des Steuerbordmotors. Dadurch konnte das erhitzte Öl durch die Öffnung schießen, was sechs Maschinisten das Leben kostete. Der Maschinenraum wurde daraufhin versiegelt. Passagiere und Besatzungsmitglieder wurden von Bord gebracht. Dabei wurden neben den eigenen Rettungsbooten auch die Boote der Windsor Castle genutzt, die zu dem Zeitpunkt im Hafen von Las Palmas Kohle bunkerte. In den folgenden Wochen wurden in Las Palmas Reparaturen durchgeführt, bis die Capetown Castle in Begleitung eines Schleppers nach Southampton aufbrach.

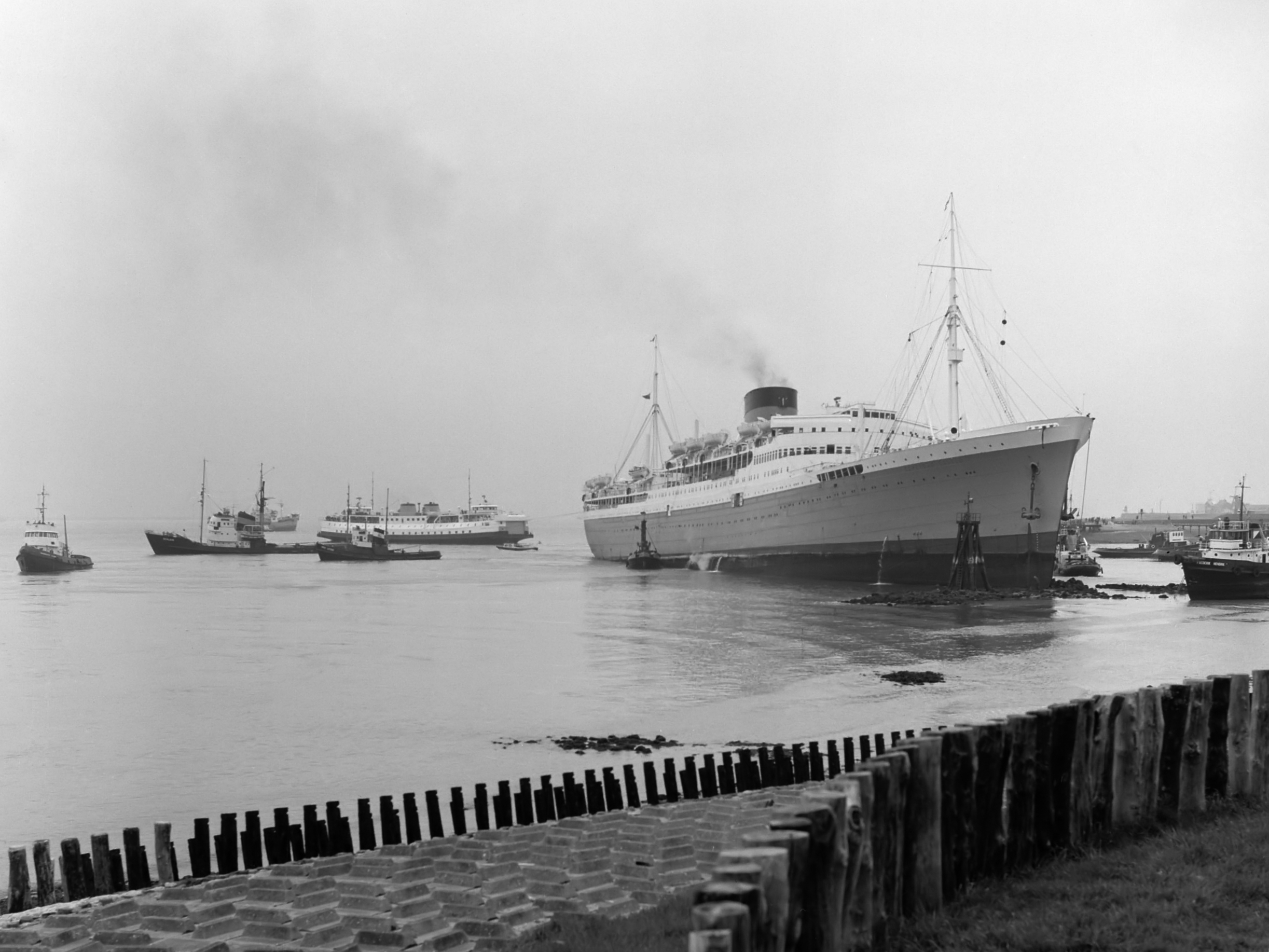
Capetown Castle auf Grund gelaufen in Vlissingen (1966)

Am 10. Mai 1966 ereignete sich ein weiteres Unglück, als die Capetown Castle am Ufer von Vlissingen  auf Grund lief. Sie kam jedoch mit der nächsten Flut frei. Am 23. August 1967 lief das fast 30 Jahre alte Schiff zum letzten Mal in Kapstadt nach Großbritannien aus. Am 26. September 1967 traf die Capetown Castle in La Spezia (Italien) ein, wo sie kurz danach abgewrackt wurde.